# Colonial Beach
Colonial Beach es un pueblo en el Condado de Westmoreland, Virginia, Estados Unidos. Según el censo de 2000 tenía una población de 3.228 habitantes y una densidad de población de 481.2 hab/km².

## Demografía
Según el censo de 2000, había 3.228 personas, 1.437 hogares y 863 familias residiendo en la localidad. La densidad de población era de 481,2 hab./km². Había 2.030 viviendas con una densidad media de 302,6 viviendas/km². El 79,21% de los habitantes eran blancos, el 16,95% afroamericanos, el 0,09% amerindios, el 0,62% asiáticos, el 1,64% de otras razas y el 1,49% pertenecía a dos o más razas. El 3,38% de la población eran hispanos o latinos de cualquier raza.
Según el censo, de los 1.437 hogares en el 24,1% había menores de 18 años, el 40,9% pertenecía a parejas casadas, el 15,3% tenía a una mujer como cabeza de familia y el 39,9% no eran familias. El 34,9% de los hogares estaba compuesto por un único individuo y el 18,2% pertenecía a alguien mayor de 65 años viviendo solo. El tamaño promedio de los hogares era de 2,20 personas y el de las familias de 2,77.
La población estaba distribuida en un 22,0% de habitantes menores de 18 años, un 6,3% entre 18 y 24 años, un 23,2% de 25 a 44, un 26,0% de 45 a 64 y un 22,5% de 65 años o mayores. La media de edad era 44 años. Por cada 100 mujeres había 82,7 hombres. Por cada 100 mujeres de 18 años o más, había 77,6 hombres.

## Geografía
Según la Oficina del Censo de los Estados Unidos, Colonial Beach tiene un área total de 7,4 km² de los cuales 6,7 km² corresponden a tierra firme y 0,6 km² a agua. El porcentaje total de superficie con agua es 8,80%.